# Gionata Mingozzi
Gionata Mingozzi (Ravena, Italia, 29 de diciembre de 1984 - Campagna Lupia, Italia, 15 de julio de 2008) fue un futbolista italiano, se desempeñaba como centrocampista y su último club fue el FC Treviso.

## Biografía
Comenzó su carrera en el club de su ciudad natal, el Ravenna Calcio, allí demostró su buen hacer, siendo fichado por el Perugia en verano de 2004.
En verano de 2005 se marchó a la UC Sampdoria haciendo su debut en febrero de 2006 contra el AC Siena, pero su participación en el club de Génova fue escasa, de modo que se marchó cedido al US Lecce para la temporada 2006-07.
En verano de 2007 fichó por el FC Treviso de la Serie B italiana.

### Fallecimiento
El 15 de julio de 2008, Mingozzi falleció en un accidente de tráfico mientras conducía su Porsche en Campagna Lupia, una localidad de la provincia del Véneto.

## Clubes
| Club         | País   | Año         | Partidos | Goles |
| Ravenna      | Italia | 2001 - 2004 | 77       | 2     |
| Perugia      | Italia | 2004 - 2005 | 14       | 0     |
| UC Sampdoria | Italia | 2005 - 2006 | 2        | 0     |
| US Lecce     | Italia | 2006 - 2007 | 8        | 0     |
| FC Treviso   | Italia | 2007 - 2008 | 17       | 0     |

- Datos: Q1332414